# Bawarski koń gorącokrwisty
Bawarski koń gorącokrwisty – jedna z nowoczesnych niemieckich ras koni sportowych , dawniej ciężki koń roboczy , współcześnie wysokiej jakości koń przeznaczony do ujeżdżenia i skoków .  

## Historia
Tysiąc lat temu w dolinie rzeki Rott powstała rasa koni rottalerów . Były to koń roboczy i był on przodkiem dzisiejszych bawarskich koni gorącokrwistych . Do hodowli używano koni z hodowli hiszpańskich, węgierskiej i północnoniemieckiej . Zwierzęta przeznaczane były do celów dworskich i wojskowych . Brały udział również w wyprawach krzyżowych , gdzie były chwalone i porównywane do konia fryzyjskiego . W XVI wieku rasę tę systematycznie hodowano w klasztorach w Hornbach i Wörschweiler . Jednocześnie trwała hodowla koni zimnokrwistych do prac ziemnych . Rok 1754 uważa się za datę powstania obecnego konia, gdy urząd hodowlany w Monachium zapoczątkował regularną hodowlę . Również w tym czasie zaczęły powstawać stadniny państwowe. W XVIII wieku rasa została udoskonalona przez sprowadzone z Anglii ogiery ras Cleveland Bay i Normandzki cob . Pod koniec XIX wieku zostały skrzyżowane z oldenburgiem  i była to podstawa do hodowli współczesnego konia wyścigowego . Dzięki zastosowaniu domieszki pełnej krwi, ciężki Rottaler stał się nieco lżejszym, ale wciąż potężnie zbudowanym koniem o wysokości 1,63 m . Po II wojnie światowej  w celu rozwinięcia hodowli gorącokrwistych koni sportowych zaczęto wykorzystywać również ogiery mające wysoką wartość hodowlaną z innych rejonów Niemiec . Nazwa Rottaler nie jest używana od lat 60. XX wieku , a nowoczesny bawarski koń gorącokrwisty jest atrakcyjnym koniem w lisim kolorze dawnego konia .

## Opis
Konie tej rasy podobne są do koni hanowerskich , oraz do belgijskiego konia gorącokrwistego . Mają średniej wielkości głowę oraz dobrze osadzoną szyję . Kłąb tych koni jest wyraźnie zaakcentowany, a łopatki ustawione ukośnie . Bawarskie konie gorącokrwiste posiadają głęboką i szeroką klatkę piersiową . Część lędźwiowa kręgosłupa oraz grzbiet są mocne, a kończyny krótkie, silne i mocne  . Zad tych koni jest ściśnięty. W kłębie mają od 162 do 170 cm , typowo 163 cm .

## Cechy
Konie te cechuje poprawna mechanika poruszania się oraz znakomita skoczność. Nadają się do ujeżdżania i skoków na poziomie międzynarodowym . Konie bawarskie ochoczo pracują i są wytrzymałe. Na ogół są to zwierzęta o spokojnym temperamencie.

## Umaszczenie
Bawarski koń gorącokrwisty posiada najczęściej maść gniadą lub kasztanowatą, czasami też karą lub siwą . W Niemczech kolor ten nazywa się mianem Fuchsfarbe – kolor lisi .